# Gerhard Römer
Gerhard Römer (* 12. Juli 1928 in Konstanz; † 19. März 2015) war ein deutscher Bibliothekar und römisch-katholischer Theologe. Er war von 1979 bis 1993 Direktor der Badischen Landesbibliothek in Karlsruhe.

## Leben
Gerhard Römer wuchs in Bad Säckingen auf und legte nach Kriegsdienst und Kriegsgefangenschaft 1948 am Jesuitenkolleg in St. Blasien das Abitur ab. Er studierte in Freiburg und Innsbruck Philosophie und Theologie; 1956 wurde er mit einer liturgiegeschichtlichen Arbeit promoviert. Daran schloss sich ein zweijähriges Vikariat in Kehl an. Ab 1958 war er als Dozent für Praktische Theologie am Priesterseminar des Erzbistums Freiburg in St. Peter im Schwarzwald beschäftigt, 1961 übernahm er dessen stellvertretende Leitung.
1967 verließ Römer den Kirchendienst und schlug eine bibliothekarische Laufbahn ein: Er absolvierte ein Bibliotheksreferendariat an der Württembergischen Landesbibliothek und war dort anschließend von 1969 bis 1979 u. a. als Fachreferent, Leiter der Bibelsammlung und Chef des Lesesaals beschäftigt. 1973 übernahm er die Leitung der an der Württembergischen Landesbibliothek neu eingerichteten Bibliotheksschule für den mittleren und gehobenen Bibliotheksdienst.
1979 wechselte Römer als Direktor an die Badische Landesbibliothek. Während seiner Amtszeit schärfte Römer das Profil der Badischen Landesbibliothek als Kultur- und Bildungseinrichtung und richtete ein Hauptaugenmerk auf die Wahrnehmung der musealen Funktion der Badischen Landesbibliothek, u. a. im Rahmen von Ausstellungen zu den historischen Buchbeständen. Die aufwendigste Unternehmung während seiner Amtszeit war die Errichtung eines Bibliotheksneubaus für die Badische Landesbibliothek, die 1983 mit der Grundsteinlegung begonnen wurde. Das nach dem Entwurf des Architekten Oswald Mathias Ungers errichtete Gebäude wurde schließlich 1991 fertiggestellt.
Zu den bedeutendsten Erwerbungen in Römers Amtszeit gehörten u. a. der zweite Teil von Thomas Murners eigenhändiger Handschrift Hystory von anbeschaffener welt (1534/35), die Sammlung Könnecke-Koschlig mit 300 Titeln Barockliteratur und der Scherenberg-Psalter, eine Pergament-Handschrift aus der Zeit um 1260.
Gerhard Römer war Träger des Bundesverdienstkreuzes 1. Klasse.

## Publikationen (Auswahl)
- Der Bericht des Hofbibliothekars: Friedrich Molters Beschreibung der großherzoglichen Sammlungen in Karlsruhe aus dem Jahre 1838. In: Bücher, Menschen und Kulturen: Festschrift für Hans-Peter Geh zum 65. Geburtstag, hrsg. von Birgit Schneider u. a., München: Saur, 1999, S. 214–228.
- „Allen Landesangehörigen in freiester Weise zugänglich“. Die Hof- und Landesbibliothek in Karlsruhe im 19. Jahrhundert. In: Stadt und Bibliothek: Literaturversorgung als kommunale Aufgabe im Kaiserreich und in der Weimarer Republik, hrsg. von Jörg Fligge und Alois Klotzbücher, Wiesbaden: Harrassowitz, 1997, S. 421–450 (Wolfenbütteler Schriften zur Geschichte des Buchwesens; 8).
- Caroline Luise, Markgräfin von Baden. Eine gelehrte Fürstin der Aufklärungszeit. In: Gerhard Römer: Bücher, Stifter, Bibliotheken. Buchkultur zwischen Neckar und Bodensee, Stuttgart u. a.: Kohlhammer, 1997, S. 153–164.
- Die Fürsten als Gründer, der Staat als Retter, dem Bürger zu Diensten. Der Weg von der Hofbibliothek zur Landesbibliothek in Karlsruhe und Stuttgart. In: Gerhard Römer: Bücher, Stifter, Bibliotheken: Buchkultur zwischen Neckar und Bodensee, Stuttgart u. a.: Kohlhammer, 1997, S. 130–152.
- Buch – Leser – Bibliothek: Festschrift der Badischen Landesbibliothek zum Neubau, hrsg. von Gerhard Römer, Karlsruhe: Badische Landesbibliothek, 1992, S. 33–40.